# I Arns fotspår
I Arns fotspår är ett turismprojekt som syftar till att marknadsföra de platser i främst Västergötland, men även Östergötland, där Jan Guillous romaner om korsriddaren Arn Magnusson utspelar sig. Projektet inleddes när böckerna gavs ut 1998–2000.  
I samband med att filmerna "Arn - Tempelriddaren" (premiär december 2007) och "Arn - Riket vid vägens slut" (premiär augusti 2008) lanserades, baserade på Guillous romaner, satsade kommunerna i området ytterligare på att bygga ut turismen och marknadsföra de historiska besöksmålen såsom Varnhem, Forshem, Kungslena med flera.